# Timothy West
Timothy Lancaster West (Bradford, West Riding of Yorkshire, Reino Unido, 20 de octubre de 1934-12 de noviembre de 2024) fue un actor inglés, conocido por sus numerosas participaciones en cine, teatro y televisión.

## Biografía
Es hijo del actor Harry Lockwood West y de Olive Carleton-Crowe.
En 1984 Timohy fue galardonado con el premio Comendador del Orden del Imperio Británico (CBE), por sus servicios al drama.
En 1956 se casó con Jacqueline Boyer, con la que tuvo una hija Juliet West, pero se divorciaron en 1961.
En 1963 se casó con la actriz inglesa Prunella Scales, teniendo dos hijos, los actores Samuel West y Joseph West.

## Carrera
West es presidente del "London Academy of Music and Dramatic Art and of the Society" para el Theatre Research. Escribió tres libros entre ellos: I'm Here I Think - Where Are You?, So You Want to be an Actor y A Moment Towards the End of a Play.
Participó en el programa de radio "Dr Johnson's Dictionary of Crime".
En 1961 obtuvo su primer papel en la televisión cuando interpretó a Charles Hayter en la miniserie británica Persuasion.
En 1965 apareció en la obra de teatro "The Persecution and Assassination of Marat"  donde compartió créditos con el actor Ian Richardson y Robert Lloyd.
En 1969 se unió al elenco de la serie Big Breadwinner Hog donde interpretó al despiadado y manipulador gánster Lennox.
En 1972 interpretó al financiero y miembro del parlamento británico Horatio Bottomley en la miniserie The Edwardians.
En 1981 apareció en la miniserie Masada donde dio vida al emperador romano Vespasiano.
En 1983 se unió al elenco principal de la serie Brass donde interpretó al empresario Bradley Hardacre hasta el final de la serie en 1990.
En 1975 dio vida al rey Rey Edward VII del Reino Unido en la serie Edward the Seventh.
En 1989 apareció por primera vez en la serie Screen One donde interpretó a Derek Blore durante el episodio "Blore M.P.", más tarde apareció nuevamente en la serie en 990 ahora interpretando a Geoffrey Cowper en el episodio "Survival of the Fittest".
En 2001 se unió al elenco de la serie Bedtime donde interpretó a Andrew Oldfield, el esposo de Alice Oldfield (Sheila Hancock), hasta el final de la serie en el año 2003 tras tres temporadas.
En 2002 apareció como invitado en la serie Dickens donde dio vida a John Dickens, el padre de Charles Dickens.
En 2005 se unió al elenco de la serie Bleak House donde interpretó a Sir Leicester Dedlock.
En noviembre de 2007 interpretó el papel de William Henry Barlow, el ingeniero civil que diseñó la estación de St. Pancras en Londres durante la ceremonia de apertura real a la que asistió la Reina.
El 18 de febrero de 2013 apareció como invitado en la serie Coronation Street donde interpretó al empresario Eric Babbage, un hombre que sale brevemente con Gloria Price, hasta el 25 de febrero del mismo año después de que muriera por causas naturales.
El 27 de enero de 2014 se unió al elenco principal de la popular serie británica EastEnders donde interpretó a Stan Carter, el padre de Shirley Carter y Tina Carter, hasta el 10 de abril de 2015 después de que su personaje muriera debido al cáncer de próstata que padecía.

## Filmografía

### Series de televisión
| Año         | Título                          | Personaje              | Notas                                      |
| ----------- | ------------------------------- | ---------------------- | ------------------------------------------ |
| 2014 - 2015 | EastEnders                      | Stanley "Stan" Carter  | 104 episodios                              |
| 2014        | Inside No. 9                    | Andrew                 | episodio "Sardines"                        |
| 2013        | Last Tango in Halifax           | Ted                    | episodio # 2.6                             |
| 2013        | Coronation Street               | Eric Babbage           | 7 episodios                                |
| 2012        | Titanic                         | Lord Pirrie            | episodio # 1.2 - miniserie                 |
| 2011        | Exile                           | Metzler                | 2 episodios                                |
| 2010        | Agatha Christie's Poirot        | Reverendo Cottrell     | episodio "Hallowe'en Party" (Las manzanas) |
| 2010        | Lewis                           | Donald Terry           | episodio "Your Sudden Death Question"      |
| 2007, 2009  | Not Going Out                   | Geoffrey               | 3 episodios                                |
| 2008        | Masterpiece Theatre             | Reverendo Eager        | episodio "A Room with a View"              |
| 2006        | The Alan Clark Diaries          | Sir Robert Armstrong   | episodio "The March of the Gray Men"       |
| 2005        | Bleak House                     | Sir Leicester Dedlock  | 12 episodios                               |
| 2005        | New Tricks                      | Profesor Mears         | episodio # 2.5                             |
| 2005        | Bremner, Bird and Fortune       | -                      | episodio # 6.4                             |
| 2004        | Waking the Dead                 | Joe Doyle              | 2 episodios                                |
| 2004        | The Inspector Lynley Mysteries  | Andy Maiden            | episodio "In Pursuit of the Proper Sinner" |
| 2001 - 2003 | Bedtime                         | Andrew Oldfield        | 15 episodios                               |
| 2002        | Dickens                         | John Dickens           | episodio "Secrets"                         |
| 2001        | Murder in Mind                  | Dr. William Collins    | episodio "Mercy"                           |
| 2000        | Midsomer Murders                | Marcus Devere          | episodio "Judgement Day"                   |
| 1998        | Bramwell                        | Coronel Kindersley     | episodio "Our Brave Boys"                  |
| 1998        | The Aviators                    | Narrador               | episodio "The Red Baron"                   |
| 1998        | Goodnight Sweetheart            | Tufty McDuff           | 2 episodios                                |
| 1998        | Performance                     | Gloucester             | episodio "King Lear"                       |
| 1994        | Murder Most Horrid              | Doctor Adams           | episodio "A Severe Case of Death"          |
| 1994        | Smokescreen                     | Frank Sheringham       | 6 episodios - miniserie                    |
| 1992        | Framed                          | Det. Jimmy McKinnes    | 4 episodios                                |
| 1992        | Shakespeare: The Animated Tales | Prospero               | episodio "The Tempest"                     |
| 1990        | Screen One                      | Geoffrey Cowper        | episodio "Survival of the Fittest"         |
| 1983 - 1990 | Brass                           | Bradley Hardacre       | 32 episodios                               |
| 1989        | Theatre Night                   | Ewbank                 | episodio "The Contractor"                  |
| 1998        | After Henry                     | Nigel                  | episodio "Upstagers"                       |
| 1989        | Campion                         | William Faraday        | 2 episodios                                |
| 1986        | The Monocled Mutineer           | Thomson                | 2 episodios                                |
| 1986        | A Very Peculiar Practice        | Profesor Furie         | episodio "Wives of Great Men"              |
| 1985        | Marjorie and Men                | George Banthorpe       | episodio "Singles Night"                   |
| 1981        | Masada                          | Vespasiano             | episodio "Part 1" - miniserie              |
| 1980        | Tales of the Unexpected         | Albert Taylor          | episodio "Royal Jelly"                     |
| 1979        | Crime and Punishment            | Porfiry Petrovich      | 2 episodios - miniserie                    |
| 1977        | Hard Times                      | Josiah Bounderby       | 4 episodios                                |
| 1975        | Edward the Seventh              | Rey Edward VII         | 9 episodios                                |
| 1975        | Play for Today                  | Mark Childers          | episodio "The After Dinner Game"           |
| 1972        | The Edwardians                  | Horatio Bottomley      | episodio "Horatio Bottomley" - miniserie   |
| 1972        | Villains                        | Benny                  | episodio "Smudger"                         |
| 1971        | Hine                            | Cooper                 | episodio "Survival of the Creeps"          |
| 1970        | Randall and Hopkirk (Deceased)  | Sam Grimes             | episodio "Vendetta for a Dead Man"         |
| 1969        | Big Breadwinner Hog             | Lennox                 | 8 episodios                                |
| 1968        | Mystery and Imagination         | Doctor Middleton       | episodio "Feet Foremost"                   |
| 1967        | The Fellows                     | Lowrie                 | episodio "A Snatch in Time"                |
| 1967        | Armchair Thriller               | Ralph                  | episodio "In the Name of the Law"          |
| 1967        | Witch Hunt                      | Dr. Howard Agister     | episodio # 1.1                             |
| 1967        | Thirty-Minute Theatre           | Jack Campion           | episodio "Two and Two Make Twenty Two"     |
| 1966        | Public Eye                      | Sargento de la Policía | episodio "You Can Keep the Medal"          |
| 1964        | The Marriage Lines              | Bob                    | episodio "The Loan"                        |
| 1964        | Theatre 625                     | Jan                    | episodio "The Seekers #1: The Heretics"    |
| 1962        | No Hiding Place                 | Oficial de la Policía  | episodio "The Skeleton Wore Boots"         |
| 1961        | Deadline Midnight               | Paramédico             | episodio "One Man Went to Fly"             |
| 1961        | Persuasion                      | Charles Hayter         | 2 episodios - miniserie                    |

### Películas
| Año  | Título                                | Personaje  | Notas                                                                                                  |
| ---- | ------------------------------------- | ---------- | --- |
| 2013 | The Ogre Hunters                      | -          | corto - junto a Prunella Scales, Seb Booth y Gus Booth                                                 |
| 2009 | Endgame                               | P.W. Botha | junto a William Hurt, Chiwetel Ejiofor, Jonny Lee Miller, Mark Strong, Derek Jacobi y Langley Kirkwood |
| 2003 | Simbad: La leyenda de los siete mares | Rey Dimas  | Voz |
| 2000 | 102 Dalmatians                        | Juez       | |
| 1978 | The Thirty Nine Steps                 | Porton     | junto con Robert Powell, David Warner y John Mills                                                     |
| 1973 | Chacal                                | Berthier   | junto a Edward Fox, Derek Jacobi, Michael Lonsdale, Jean Sorel, Cyril Cusack y Delphine Seyrig         |

### Director, escritor, presentador y narrador
| Año  | Título                             | Notas                    |
| ---- | ---------------------------------- | ------------------------ |
| 2004 | Essential Poems for Christmas      | lector                   |
| 1998 | The Day the Guns Fell Silent       | documental - narrador    |
| 1980 | Trelawney of the Wells             | obra - director          |
| -    | Waterworld                         | docuemntal - presentador |
| -    | I'm Here I Think - Where Are You?  | libro - escritor         |
| -    | So You Want to be an Actor         | libro - escritor         |
| -    | A Moment Towards the End of a Play | libro - escritor         |

### Teatro
| Año        | Obra                   | Personaje          | Director (a)      | Teatro                      | Notas                                                                   |
| ---------- | ---------------------- | ------------------ | ----------------- | --------------------------- | ----------------------------------------------------------------------- |
| 2008       | The Collection         | Harry              | -                 | Ambassadors Theatre         | junto a Richard Coyle, Gina McKee y Charlie Cox                         |
| 2008       | The Lover              | -                  | -                 | Ambassadors Theatre         | junto a Richard Coyle, Gina McKee y Charlie Cox                         |
| 2006       | The Old Country        | -                  | -                 | -                           | -                                                                       |
| 2003       | King Lear              | Rey Lear           | -                 | The Old Vic Theatre         | -                                                                       |
| 1997       | King Lear              | Earl of Gloucester | -                 | -                           | junto a Anne-Marie Duff, Paul Rhys y Finbar Lynch                       |
| 1991       | It's Ralph             | -                  | Clifford Williams | Comedy Theatre              | junto a Jack Shepherd y Connie Booth                                    |
| 1988       | The Sneeze             | -                  | Ronald Eyre       | Aldwych Theatre             | junto a Rowan Atkinson y Cheryl Campbell                                |
| 1986       | When We Are Married    | -                  | Ronald Eyre       | Whitehall Theatre           | junto a Patricia Routledge, Prunella Scales y Patricia Hayes            |
| 1984       | Big for Brazil         | -                  | -                 | Old Vic Theatre             | junto a Prunella Scales y Rodney Bewes                                  |
| 1984       | Master Class           | Stalin             | Justin Greene     | Wyndham's Theatre           | junto a David Bamber y Peter Kelly                                      |
| 1980       | The Merchant of Venice | -                  | -                 | Old Vic Theatre             | junto a Maureen O'Brien, Michael Cochrane y Christopher Fulford         |
| 1980       | Beecham                | -                  | -                 | Apollo Theatre              | junto a Terry Wale                                                      |
| 1977       | War Music              | -                  | Toby Robertson    | Old Vic Theatre             | junto a Rupert Frazer, John Turner, Michael Howarth y Philip York       |
| 1977       | A Room with a View     | -                  | Toby Robertson    | Albery Theatre              | junto a Derek Jacobi, Dorothy Tutin, Jane Lapotaire y John Turner       |
| 1977       | A Month in the Country | -                  | Toby Robertson    | Albery Theatre              | junto a Derek Jacobi, Dorothy Tutin, Jane Lapotaire y John Turner       |
| 1977       | The Grand Tour         | -                  | Richard Cottrell  | York's Theatre              | junto a Derek Jacobi, Isla Blair, Julian Glover y Dorothy Tutin         |
| 1977       | Hamlet                 | -                  | Toby Robertson    | Old Vic Theatre             | junto a Derek Jacobi, Barbara Jefford, Suzanne Bertish y John Nettleton |
| 1977       | Antony and Cleopatra   | -                  | Suzanne Bertish   | Old Vic Theatre             | junto a Dorothy Tutin, Alec McCowen, Derek Jacobi y Rupert Frazer       |
| 1975       | Hedda Gabler           | -                  | Trevor Nunn       | Aldwych Theatre             | junto a Glenda Jackson, Patrick Stewart, Peter Eyre y Pam St. Clement   |
| 1974       | A Month in the Country | -                  | Toby Robertson    | Chichester Festival Theatre | junto a Dorothy Tutin, Derek Jacobi y Gemma Craven                      |
| 1972       | King Lear              | -                  | Toby Robertson    | Prospect Theatre            | junto a John Shrapnel, Prunella Scales, Diane Fletcher y Timothy Dalton |
| 1972       | Love's Labour's Lost   | -                  | Toby Robertson    | Prospect Theatre            | junto a Trevor Martin, Timothy Dalton y Prunella Scales                 |
| 1971       | The Critic as Artist   | -                  | Charles Marowitz  | Open Space Theatre          | junto a Peter Davies                                                    |
| 1969, 1970 | Richard II             | -                  | Richard Cottrell  | Piccadilly Theatre          | junto a Ian McKellen, David Calder, Robert Eddison y Nigel Havers       |
| 1969, 1970 | Edward II              | -                  | Richard Cottrell  | Piccadilly Theatre          | junto a Ian McKellen, David Calder, Robert Eddison y Nigel Havers       |
| 1970       | Exiles                 | -                  | Harold Pinter     | Mermaid Theatre             | junto a John Wood, Vivien Merchant, David Parfitt y Lynn Farleigh       |
| 1970       | Abelard and Heloise    | -                  | Robin Phillips    | Wyndham's Theatre           | junto a Diana Rigg, Keith Michell, David Robb y Terence Wilton          |
| 1964       | The Jew of Malta       | -                  | Clifford Williams | Aldwych Theatre             | junto a Clive Revill, Ian Richardson, Michele Dotrice y Glenda Jackson  |
| 1965, 1966 | Hamlet                 | -                  | Peter Hall        | Aldwych Theatre             | junto a David Warner, Brewster Mason y Frances de la Tour               |
| 1965       | Timon of Athens        | -                  | John Schlesinger  | Shakespeare Theatre         | junto a Paul Scofield, Tony Church y Frances de la Tour                 |
| 1965       | The Comedy of Errors   | -                  | Clifford Williams | Shakespeare Theatre         | junto a Ian Richardson, Charles Kay, Michael Williams y Georgina Hale   |
| 1965       | The Merchant of Venice | -                  | Clifford Williams | Shakespeare Theatre         | junto a Janet Suzman, Eric Porter y David Waller                        |
| 1965       | Love's Labour's Lost   | -                  | John Barton       | Shakespeare Theatre         | junto a Janet Suzman, Charles Thomas y Patsy Byrne                      |
| 1964, 1965 | The Persecution and... | -                  | Peter Brook       | Aldwych Theatre             | junto a Ian Richardson, Michael Williams, Glenda Jackson y Clive Revill |
| 1963       | Gentle Jack            | -                  | Sally Miles       | Queen's Theatre             | junto a Edith Evans, Kenneth Williams y Michael Bryant                  |
| 1962       | Afore Night Come       | -                  | Clifford Williams | Arts Theatre                | junto a David Warner y Freddie Jones                                    |
| 1960       | Mr. Burke M.P.         | -                  | Sally Miles       | Mermaid Theatre             | junto a Ron Pember, Philip Grout, Daniel Thorndike y John Turner        |
| -          | Les Misérables         | Obispo de Digne    | -                 | -                           | -                                                                       |

## Premios y nominaciones
| Año  | Categoría        | Premio               | Película                                               | Resultado |
| ---- | ---------------- | -------------------- | ------------------------------------------------------ | --------- |
| 1980 | Best Performance | RTS Television Award | Churchill and the Generals                             | Ganador   |
| 1980 | Mejor actor      | Premios BAFTA        | Churchill and the Generals                             | Nominado  |
| 1980 | Mejor actor      | Premios BAFTA        | Crime and Punishment                                   | Nominado  |
| 1980 | Mejor actor      | Premios BAFTA        | The Famous History of the Life of King Henry the Eight | Nominado  |
| 1976 | Mejor actor      | Premios BAFTA        | Edward the Seventh                                     | Nominado  |